# Konklawe 1492
Konklawe 6-11 sierpnia 1492 – konklawe, które wyniosło na tron papieski Aleksandra VI.

## Śmierć Innocentego VIII. Początek sediswakancji

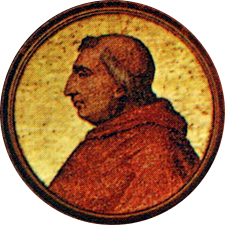
Papież Innocenty VIII

Papież Innocenty VIII zmarł 25 lipca 1492 roku w wieku 60 lat. Z uwagi na jego słabe zdrowie było to oczekiwane już od co najmniej kilku miesięcy. Uroczystości pogrzebowe odbyły się 5 sierpnia 1492.

## Lista uczestników
Kolegium Kardynalskie w chwili śmierci Innocentego VIII liczyło 25 jawnych członków. Dwóch innych kardynałów, 30-letni Federico di Sanseverino oraz 86-letni patriarcha Wenecji Maffeo Gherardi, zostało kreowanych in pectore. Ich nazwiska zostały ujawnione dopiero po śmierci Innocentego VIII, jednak za sprawą kardynałów Ascanio Sforzy oraz Orsiniego zostali dopuszczeni do udziału w konklawe. Ostatecznie w konklawe uczestniczyło 23 kardynałów, czterech nie przybyło bowiem do Rzymu:
- Rodrigo Borgia; Kardynał Wicekanclerz[4] (nominacja kardynalska: 20 lutego 1456) – kardynał biskup Porto e Santa Rufina; komendatariusz diakonii S. Maria in Via Lata i kościoła prezbiterialnego S. Pudenziana; prymas Świętego Kolegium Kardynałów; wicekanclerz Świętego Kościoła Rzymskiego; arcybiskup Walencji; administrator diecezji Cartageny, Majorki i Eger; archiprezbiter bazyliki liberiańskiej; komendatariusz opactwa terytorialnego Subiaco; protektor Zakonu Krzyżackiego
- Oliviero Carafa; Kardynał z Neapolu[4] (18 września 1467) – kardynał biskup Sabiny; komendatariusz kościoła prezbiterialnego S. Eusebio; administrator diecezji Salamanki; komendatariusz opactwa terytorialnego Montevergine
- Giuliano della Rovere; Kardynał S. Pietro in Vincoli[4] (16 grudnia 1471) – kardynał biskup Ostia e Velletri; komendatariusz kościołów prezbiterialnych S. Pietro in Vincoli i Ss. XII Apostoli; penitencjariusz większy; arcybiskup Awinionu; archiprezbiter bazyliki laterańskiej; biskup Bolonii; legat apostolski w Awinionie; komendatariusz opactwa terytorialnego Nonantola
- Giovanni Battista Zeno; Kardynał S. Maria in Portico[4] (21 listopada 1468) – kardynał biskup Tusculum; komendatariusz diakonii S. Maria in Portico; biskup Vicenzy; archiprezbiter bazyliki watykańskiej
- Giovanni Michiel; Kardynał z Werony[4] (21 listopada 1468) – kardynał biskup Palestriny; komendatariusz diakonii S. Angelo in Pescheria; biskup Werony
- Jorge da Costa; Kardynał z Lizbony[4] (18 grudnia 1476) – kardynał biskup Albano; komendatariusz kościoła prezbiterialnego S. Lorenzo in Lucina; arcybiskup Lizbony
- Girolamo Basso della Rovere; Kardynał z Recanati[4] (10 grudnia 1477) – kardynał prezbiter S. Crisogono; biskup Recanati e Macerata
- Domenico della Rovere; Kardynał S. Clemente[4] (10 lutego 1478) – kardynał prezbiter S. Clemente; biskup Turynu i Corneto e Montefiascone
- Paolo Fregoso; Kardynał z Genui[4] (15 maja 1480) – kardynał prezbiter S. Sisto; arcybiskup Genui i administrator diecezji Ajaccio
- Giovanni Conti (15 listopada 1483) – kardynał prezbiter S. Vitale
- Giovanni Giacomo Schiaffinati; Kardynał z Parmy[4] (15 listopada 1483) – kardynał prezbiter S. Stefano al Monte Celio; biskup Parmy
- Lorenzo Cibo de Mari; Kardynał z Benewentu[4] (9 marca 1489) – kardynał prezbiter S. Cecilia; arcybiskup Benewentu; administrator diecezji Vannes; kamerling Świętego Kolegium Kardynałów
- Ardicino della Porta; Kardynał z Alerii[4] (9 marca 1489) – kardynał prezbiter Ss. Giovanni e Paolo; biskup Alerii; administrator diecezji Ołomuńca
- Antoniotto Pallavicini; Kardynał S. Anastasia[4] (9 marca 1489) – kardynał prezbiter S. Prassede; komendatariusz kościoła prezbiterialnego S. Anastasia; biskup Orense i Lamego; administrator diecezji Tournai; prefekt Trybunału Sygnatury Sprawiedliwości
- Maffeo Gherardi OSBCam; Kardynał z Wenecji[4] (9 marca 1489) – kardynał prezbiter bez tytułu; patriarcha Wenecji
- Francesco Todeschini-Piccolomini; Kardynał ze Sieny[4] (5 marca 1460) – kardynał diakon S. Eustachio; protodiakon Świętego Kolegium Kardynałów; administrator archidiecezji Sieny i diecezji Fermo
- Raffaele Sansoni Riario; Kardynał S. Giorgio[4] (10 grudnia 1477) – kardynał diakon S. Giorgio in Velabro; komendatariusz kościoła prezbiterialnego S. Lorenzo in Damaso; kamerling Świętego Kościoła Rzymskiego; administrator archidiecezji Pizy i diecezji Osma
- Giovanni Battista Savelli (15 maja 1480) – kardynał diakon S. Nicola in Carcere Tulliano
- Giovanni Colonna (15 maja 1480) – kardynał diakon S. Maria in Aquiro; administrator diecezji Rieti
- Giovanni Battista Orsini (15 listopada 1483) – kardynał diakon S. Maria Nuova; administrator archidiecezji Tarentu; komendatariusz opactwa terytorialnego Farfa
- Ascanio Maria Sforza Visconti; Kardynał Ascanio[4] (17 marca 1484) – kardynał diakon Ss. Vito e Modesto; administrator diecezji Pawii i Cremony; legat apostolski w Bolonii
- Giovanni de Medici (9 marca 1489) – kardynał diakon S. Maria in Domnica; komendatariusz opactwa terytorialnego Monte Cassino
- Federico di Sanseverino (9 marca 1489) – kardynał diakon S. Teodoro; administrator diecezji Maillezais

Oprócz Hiszpana Borgii i Portugalczyka da Costy wszyscy uczestnicy konklawe byli Włochami. Sześciu z nich mianował Innocenty VIII, dwunastu Sykstus IV, trzech Paweł II, a po jednym Pius II i Kalikst III. O ich nominacjach do Świętego Kolegium zadecydowały na ogół względy polityczne lub rodzinne. Aż dziewięciu było krewnymi poprzednich papieży: Kaliksta III (Borgia), Piusa II (Piccolomini), Pawła II (Zeno i Michiel), Sykstusa IV (Giuliano della Rovere, Girolamo Basso, Domenico della Rovere, Riario) i Innocentego VIII (Cibo de Mari). Dwóch elektorów otrzymało kapelusz kardynalski na życzenie królów Neapolu (Carafa) lub Portugalii (da Costa), a czterech było przedstawicielami włoskich rodów książęcych (Sforza – Mediolan; Medici – Florencja; Fregoso – Genua) lub hrabiowskich (Sanseverino – syn hrabiego Caiazzo). Czterech kardynałów (Orsini, Colonna, Savelli i Conti) należało do rzymskiej arystokracji. Spośród pozostałych czterech Schiaffinati, della Porta i Pallavicini byli urzędnikami kurialnymi, a jedynie Gherardi był rezydencjonalnym biskupem diecezjalnym.

### Nieobecni
Czterech kardynałów nie uczestniczyło w konklawe (dwóch Hiszpanów i dwóch Francuzów):
- Luis Juan del Milà y Borja; Kardynał z Segorbe[4] (20 lutego 1456) – kardynał prezbiter Ss. IV Coronati; protoprezbiter Świętego Kolegium Kardynałów; biskup Lèridy
- Pedro González de Mendoza; Kardynał z Sigüenzy[4] (7 maja 1473) – kardynał prezbiter S. Croce in Gerusalemme; arcybiskup Toledo i prymas Hiszpanii; administrator diecezji Sigüenzy; tytularny patriarcha Aleksandrii; kanclerz królestwa Hiszpanii
- Andre d’Espinay; Kardynał z Bordeaux[4] (9 marca 1489) – kardynał prezbiter Ss. Silvestro e Martino ai Monti; arcybiskup Lyonu i Bordeaux, prymas Galii
- Pierre d’Aubusson OSIoHieros; Kardynał Wielki Mistrz z Rodos[4] (9 marca 1489) – kardynał diakon S. Adriano; wielki mistrz zakonu joannitów na wyspie Rodos; legat papieski w Azji

Del Mila y Borja był siostrzeńcem Kaliksta III, pozostali byli kardynałami rekomendowanymi przez królów Kastylii (Mendoza) i Francji (d’Espinay, d’Aubusson). Mendozę mianował Sykstus IV, natomiast obu Francuzów Innocenty VIII.

## Podziały w Świętym Kolegium
Kolegium Kardynalskie było wówczas podzielone na dwie frakcje: na czele jednej z nich, reprezentującej opcję proneapolitańską, stał Giuliano della Rovere, bratanek papieża Sykstusa IV. Drugiej, promediolańskiej, przewodził 37-letni kardynał Ascanio Maria Sforza Visconti z rodu książąt Mediolanu. Stronnikami Giuliano della Rovere byli Girolamo Basso della Rovere, da Costa, Cibo, Domenico della Rovere, Michiel, Fregoso i Colonna. Do partii Ascanio Sforzy należeli natomiast Borgia, Carafa, Piccolomini, Riario, Schiaffinati, Zeno, Conti, Savelli, Orsini, Pallavicino i della Porta.

## Kandydaci do tiary

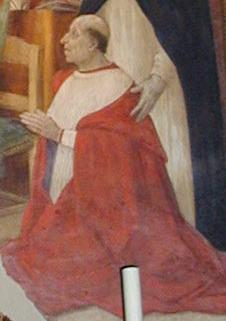
Kardynał Oliviero Carafa

Raport florenckiego ambasadora w Rzymie z 28 lipca 1492 podaje, że najpoważniejszymi kandydatami do tiary byli kardynałowie Carafa, da Costa, della Porta i Zeno, a w dalszej kolejności Piccolomini i Borgia. Z kolei ambasador księstwa Ferrary, biskup Andrea Boccaccio z Modeny, w liście do księżnej Eleonory, datowanym na 4 sierpnia 1492, za faworyta uważał kardynała Ardicino della Porta, a jako poważnych kandydatów wymienił też kolejno Carafę, Sforzę i Borgię. Boccaccio zwracał uwagę, że atutem Borgii jest jego ogromne bogactwo, którym mógłby wynagrodzić swych wyborców. Jako kardynałów aspirujących do papiestwa wymienił też Savelliego, da Costę, Piccolominiego, Michiela, Fregoso, Domenico della Rovere i Zeno. Na koniec wreszcie wskazał na kandydaturę Giuliano della Rovere, który jednak działał na swoją rzecz bardzo dyskretnie.
Z tego samego dnia, co list biskupa Boccaccio, pochodzi także raport ambasadora księstwa Mediolanu. Ambasador wskazał w nim, że nowym papieżem najprawdopodobniej zostanie della Porta z partii kardynała Sforzy. Ambasador argumentował, że zarówno Giuliano della Rovere jak da Costa nie mają szans na uzyskanie wymaganej do wyboru większości głosów, wobec czego della Rovere i jego stronnicy zmuszeni będą poprzeć jakiegoś kandydata z partii Ascanio Sforzy. Wykluczył przy tym Borgię i Piccolominiego z uwagi na osobistą niechęć między nimi a della Rovere, a także Carafę, gdyż ten popadł w niełaskę u króla Neapolu Ferdynanda I, sprzymierzeńca della Rovere. W konkluzji ambasador uznał, że największe szanse na uzyskanie wymaganego poparcia ma Ardicino della Porta lub ewentualnie Giovanni Battista Zeno.
Królestwo Francji, królestwo Neapolu i Republika Genui niemal oficjalnie wspierały kandydaturę Giuliano della Rovere, jednak jego rzeczywiste szanse nie były duże. Jak wynika z powyższych raportów, za głównego faworyta uznawano kardynała della Portę.

## Przygotowania do konklawe

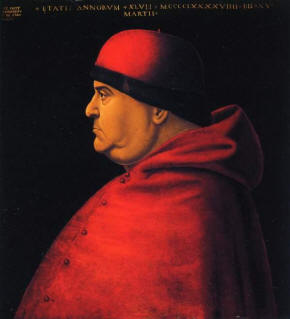
Kardynał Ascanio Sforza

Okres sediswakancji przebiegał znacznie spokojniej niż w 1484. Kamerling Riario, odpowiedzialny za zarząd miastem oraz całym Państwem Kościelnym, okazał się niezwykle kompetentny i pomimo wzrostu przestępczości na ulicach nie doszło do zamieszek.
Zarówno Rodrigo Borgia, jak i Giuliano della Rovere, jeszcze przed rozpoczęciem konklawe zabiegali o poparcie ze strony kardynała Sforzy, który był najbardziej wpływowym kardynałem i powszechnie uważano, że jego stanowisko będzie decydujące dla wyboru nowego papieża. W tej rywalizacji zwycięstwo odniósł Borgia. Szczegóły prowadzonych między nimi negocjacji nie są znane, ale wedle wszelkiego prawdopodobieństwa miały charakter symoniczny. Współczesny kronikarz Stefano Infessura odnotował, że jeszcze przed rozpoczęciem konklawe Borgia posłał ze swego pałacu do pałacu kardynała Sforzy cztery muły obładowane srebrem. Z raportu ambasadora mediolańskiego wiadomo natomiast, że w dniu 4 sierpnia 1492 doszło też do spotkania Sforzy z Giuliano della Rovere, jednak zakończyło się niczym, co oznacza, że oferta della Rovere nie była dla Sforzy dostatecznie satysfakcjonująca, tym bardziej, że już wcześniej kardynałowie ci pozostawali w złych stosunkach.

## Konklawe

### Początek konklawe
Konklawe rozpoczęło się 6 sierpnia 1492 mszą do Ducha Świętego celebrowaną przez kardynała Giuliano della Rovere. Zwyczajowe kazanie na jego rozpoczęcie wygłosił biskup Badajoz Bernardino Lopez de Carvajal, przyszły kardynał. 7 sierpnia elektorzy sporządzili i podpisali kapitulację wyborczą. Jej tekst nie zachował się, wiadomo jedynie, że nakładała ona na elekta ograniczenia w zakresie nowych nominacji kardynalskich.

### Wyniki głosowań
Pierwsze trzy głosowania, kolejno 8, 9 i 10 sierpnia, nie dały rezultatów. Ich wyniki były następujące:
- I głosowanie (8 sierpnia):
  - O. Carafa – 9

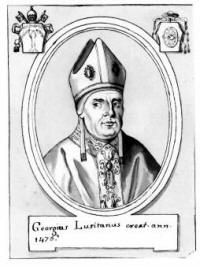
86-letni kardynał Jorge da Costa z Portugalii, jeden z głównych kandydatów

  - R. Borgia, J. da Costa i G. Michiel – po 7
  - F. Piccolomini – 6
  - A. della Porta i G. della Rovere – po 5
  - G. Basso – 3
  - G.B. Zeno – 2
  - G. Conti, P. Fregoso, G.B. Savelli – po 1
- II głosowanie (9 sierpnia):
  - O. Carafa – 9
  - R. Borgia i J. da Costa – po 8
  - G. Michiel – 7
  - G. della Rovere, A. della Porta, G.B. Zeno – po 5
  - G. Basso, F. Piccolomini – po 4
  - R. Riario – 3
  - G.B. Savelli, A. Pallavicini – po 2
  - P. Fregoso, A. Sforza, G.B. Orsini – po 1
- III głosowanie (10 sierpnia):
  - O. Carafa, G. Michiel – po 10
  - R. Borgia – 8
  - J. da Costa i F. Piccolomini – po 7
  - G. della Rovere – 6
  - G.B. Zeno – 5
  - A. della Porta – 4
  - G. Basso, D. della Rovere, M. Gherardi – po 3
  - G. Conti – 2
  - R. Riario, G.B. Savelli, A. Pallavicini, P. Fregoso i G. Colonna – po 1

Ani della Porta, ani Ascanio Sforza, uważani początkowo za faworytów, nie uzyskali znaczącego poparcia. Ascanio Sforza uzyskał tylko jeden głos w trakcie całego konklawe (w drugim głosowaniu poparł go kardynał Conti).

### Symonia?
W przerwach między głosowaniami trwały intensywne targi i negocjacje. Ich decydująca faza miała miejsce prawdopodobnie po trzecim głosowaniu, wieczorem 10 sierpnia, gdy kardynał Borgia zapewnił sobie poparcie wystarczającej liczby elektorów. Wedle powszechnego mniemania współczesnych, poparcie to osiągnął dzięki symonii. Na podstawie analizy rozporządzeń dokonanych przez niego w pierwszych tygodniach pontyfikatu można zrekonstruować prawdopodobną listę zaoferowanych przez niego łapówek:

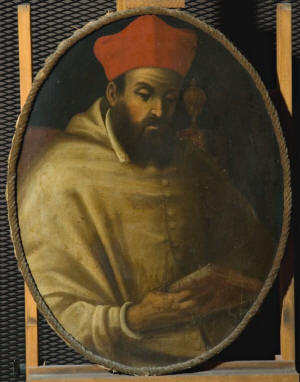
Głos 86-letniego kardynała Maffeo Gherardi okazał się decydujący dla zwycięstwa Rodrigo Borgii

- Ascanio Sforza – urząd wicekanclerza Świętego Kościoła Rzymskiego, forteca w Nepi, diecezja Eger oraz pałac Borgii w Rzymie
- Giovanni Battista Orsini – fortece Monticelli i Soriano, legacja w Marche, biskupstwo Cartagena oraz pieniądze ze skarbca Kamery Apostolskiej
- Giovanni Colonna – opactwo Subiaco
- Giovanni Battista Savelli – miasto Civita Castellana, biskupstwo Majorka
- Antoniotto Pallavicini – biskupstwo Pampeluna
- Giovanni Michiel – diecezja podmiejska Porto e Santa Rufina
- Girolamo Basso della Rovere – diecezja podmiejska Palestrina
- Giovanni Giacomo Schiaffinati – opactwo Ripolta
- Paolo Fregoso – legacja w Kampanii, diakonia S. Maria in Via Lata oraz pieniądze ze skarbca Kamery Apostolskiej
- Domenico della Rovere – opactwo benedyktyńskie w diecezji turyńskiej oraz pieniądze ze skarbca Kamery Apostolskiej
- Raffaele Sansoni Riario – kilka beneficjów w Hiszpanii wartych 4000 dukatów oraz pałac na Piazza Navona
- Federico di Sanseverino – należąca do Borgii nieruchomość w Mediolanie oraz pieniądze ze skarbca Kamery Apostolskiej

Nie wszyscy kardynałowie byli skłonni sprzedać swój głos, np. młody kardynał Medici miał odrzucić ofertę Borgii. Bez względu jednak na prawdziwość podejrzeń o symonię i jej rzeczywistą skalę, pewne jest, że rozstrzygające dla wyniku konklawe okazało się pozyskanie dla Borgii głosu patriarchy Wenecji Maffeo Gherardiego, należącego do zakonu kamedułów. Mając głos sędziwego i prawdopodobnie nie w pełni już sprawnego umysłowo patriarchy, Borgia mógł być już pewny uzyskania większości 2/3 w następnym głosowaniu.

## Wybór Aleksandra VI

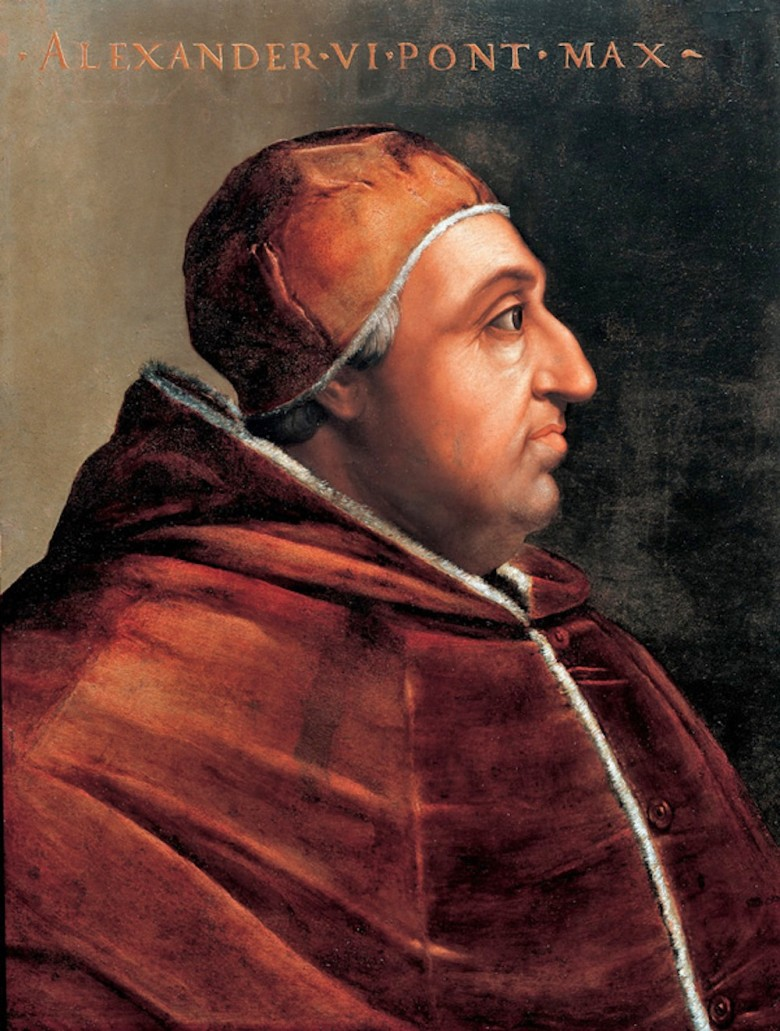
Papież Aleksander VI

W porannym głosowaniu 11 sierpnia 1492 Borgia został jednogłośnie wybrany na papieża, gdyż wobec uzyskania przez niego poparcia 2/3 elektorów także frakcja kardynała della Rovere przyłączyła swe głosy; tylko sam Borgia oddał swój głos na Oliviero Carafę. Nowy papież przyjął imię Aleksandra VI. Następnie wszyscy kardynałowie złożyli mu hołd, a protodiakon Piccolomini ogłosił wybór nowego papieża. Uroczystości koronacyjne odbyły się 26 sierpnia 1492.
Wybór Aleksandra VI został przychylnie przyjęty przez ówczesną opinię publiczną. Nieprzychylne komentarze były nieliczne i dotyczyły jedynie tego, że nowy papież został wybrany dzięki przekupstwu. Niewielu współczesnych przejmowało się natomiast jawnie niemoralnym życiem nowego następcy św. Piotra i faktem, że oficjalnie uznawał swoje nieślubne dzieci.

### Uzupełniające źródła internetowe
- The election of Pope Alexander VI (1492)
- Vatican History. vaticanhistory.de. [zarchiwizowane z tego adresu (2005-05-24)].